# Централно бюро по статистика (Сирия)
Централното бюро по статистика (на арабски: المكتب المركزي للإحصاء) е статистическа агенция с централен офис в град Дамаск, отговаряща за събирането на „информация, свързана с икономически, социални и общи дейности и условия“ в Сирия. Агенцията е отговорна пред министър-председателя. Тя е образувана през 2005 година и се управлява от управителен съвет, оглавяван от заместник министър-председател по икономическите въпроси.